# مأموریت: غیرممکن – ملت یاغی
مأموریت: غیرممکن – ملت یاغی (به انگلیسی: Mission: Impossible – Rogue Nation) یک فیلم اکشن جاسوسی آمریکایی محصول سال ۲۰۱۵ به نویسندگی و کارگردانی کریستوفر مک‌کوری بر اساس داستانی از مک‌کوری و درو پی‌یرس است. این فیلم دنباله مأموریت: غیرممکن – پروتکل شبح و پنجمین قسمت از مجموعه فیلم‌های مأموریت غیرممکن می‌باشد. تام کروز در نقش اصلی، جرمی رنر، سایمون پگ، وینگ ریمز، ربکا فرگوسن، شان هریس و الک بالدوین بازی می‌کنند. این فیلم مأمور نیروی مأموریت غیرممکن ایتن هانت (کروز) و تیمش را دنبال می‌کند که پس از انحلال آنها و تعقیب هانت توسط آژانس اطلاعات مرکزی، باید به‌طور مخفیانه با سندیکای، یک گروه تروریستی بین‌المللی عملیات سیاه متشکل از عوامل دولتی سرکش از سراسر جهان مبارزه کنند.
مک‌کوری که بازنویسی‌های بدون اعتبار را برای قسمت چهارم را به پایان رساند، در اوت ۲۰۱۳ به عنوان کارگردان این فیلم معرفی شد. فیلمبرداری اصلی از اوت ۲۰۱۴ تا مارس ۲۰۱۵ در مکان‌هایی از جمله وین، کازابلانکا، لندن و استودیو لیوزدن در هرتفوردشایر انجام شد. عنوان رسمی فیلم در مارس ۲۰۱۵ فاش شد. در ابتدا برای اکران جهانی در ۲۵ دسامبر ۲۰۱۵ برنامه‌ریزی شده بود، در ۲۳ ژوئیه ۲۰۱۵ در اپرای ایالتی وین (یکی از مکان‌های فیلمبرداری آن) به نمایش درآمد و یک هفته بعد توسط پارامونت پیکچرز در ایالات متحده اکران شد. نقدهای مثبتی دریافت کرد، همراه با ستایش برای سکانس‌های اکشن، اجراها (مخصوصاً بازی‌های کروز و فرگوسن)، فیلمنامه‌نویسی و کارگردانی. این فیلم ۶۸۳ میلیون دلار در سراسر جهان فروخت و هشتمین فیلم پرفروش سال ۲۰۱۵ و در آن زمان دومین فیلم پرفروش این فرانچایز شد. دنباله مأموریت: غیرممکن – فال‌اوت در سال ۲۰۱۸ منتشر شد.

## داستان
پس از وقوع چند جنایت بین‌المللی سازمان‌دهی‌شده، مأمور مخفی ایتن هانت (تام کروز) در جستجوی سندیکا است که اعتقاد دارد پشت این جنایت‌ها قرار دارد، اما مسئول بلندپایهٔ سازمان جاسوسی آمریکا به نام آلن هانلی (اَلِک بالْدوین) گویا اعتقاد دارد که فعالیت‌های ایتن و تیم IMF می‌تواند امنیت ملی را به خطر بیندازد و برای کشور ایجاد دردسر کند. با این حال، ایتن بار دیگر به سراغ گروه خبره‌اش می‌رود و از بنجی (سایمون پگ) درخواست می‌کند تا بتواند از طریق تکنولوژی‌های منحصربه‌فردش، به او در رسیدن به این گروه تروریستی بین‌المللی کمک کند. او در ادامهٔ جستجوهایش، به یک تروریست مخوف به نام سالامون لین (شان هریس) برخورد می‌کند.
در نهایت، هانت متوجه می‌شود سندیکا یک تشکیلات مخفی است که «ام.آی. ۶» ایجاد کرده‌است و در ابتدا قرار بوده یک برنامهٔ آزمایشی زیر نظر نخست‌وزیر بریتانیا باشد. با این حال، نخست‌وزیر از اتلی که رئیس ام.آی. ۶ است خواسته بوده عملیات را متوقف کند، اما او این کار را نکرده‌است. این گروه، با جمع‌آوری جاسوسان خبره، تمام سرویس‌های امنیتی دنیا و جعل مدرک فوت برای آن‌ها به وجود آمده‌است. اما لین، که مسئولیت این تشکیلات را برعهده دارد، پس از مدتی به صورت مستقل از ام.آی. ۶ عمل می‌کند. او از کنترل اتلی خارج می‌شود و هدف جدیدی دارد، و آن همان عملیات تروریستی سندیکا است که آن را پیگیری می‌کند.
در پایان، پس از یک تعقیب و گریز، هانت موفق می‌شود لین را در یک محفظهٔ شیشه‌ای به دام بیندازد.

## بازیگران
- تام کروز در نقش مأمور مخفی ایتن هانت
- جرمی رنر در نقش ویلیام برنت
- ربکا فرگوسن در نقش ایسا فاست، مأمور ام.آی. ۶
- سایمون پگ در نقش بنجی دان
- وینگ ریمز در نقش لوتر استیکل، بهترین دوست ایتن هانت
- شان هریس در نقش سالامان لین
- الک بالدوین در نقش آلن هانلی
- آمـِریکا اُلیوُ در نقش توراندوت
- سایمن مک‌برنی در نقش آتلی، مأمور ام.آی. ۶
- ینس هولتن در نقش جانیک وینتر
- ژانگ جینگچو در نقش لورن
- تام هالندر در نقش نخست‌وزیر بریتانیا

## بازخوردها
- در جمع‌آوری نقد راتن تومیتوز بر اساس ۳۲۸ بررسی، امتیاز ۹۴٪ و میانگین امتیاز ۷٫۵ از ۱۰ را دارد. اجماع انتقادی این وب‌سایت می‌گوید: «این فیلم به تجدید حیات هیجان‌انگیز فرنچایز ادامه می‌دهد - و ثابت می‌کند که تام کروز یک ستاره اکشن بدون همتا باقی می‌ماند».[۶]
- در متاکریتیک بر اساس ۴۶ منتقد، امتیاز ۷۵ از ۱۰۰ را به فیلم می‌دهد که نشان‌دهنده «بررسی‌های عموماً مطلوب» است.[۷]
- تماشاگرانی که توسط سینماسکور مورد بررسی قرار گرفتند به فیلم نمره "A-" در مقیاس A+ تا F دادند.[۸]
- این فیلم در گیشه ایالات متحده و کانادا ۱۹۵ میلیون دلار و ۴۸۷٫۷ میلیون دلار در سایر کشورها به دست آورد که مجموعاً ۶۸۸٫۹ میلیون دلار در سراسر جهان فروش داشته‌است.